# Привременно правителство
Българското привременно правителство в Средна гора, известно още като Военен съвет или просто Привременно правителство, е главният орган на независимата революционна власт в IV революционен окръг по време на Априлското въстание през 1876 г.
Привременното правителство е основано в Панагюрище непосредствено след обявяването на въстанието на 20 април 1876 г. (стар стил) и действа до превземането на града от османския неприятел. Съветът заседава в къщата на Хаджилукови, която започва да се нарича Правителствен дом.
Членове на Привременното правителство са изтъкнати личности от Панагюрище, членове на местния революционен комитет, взели активно участие в подготовката и организирането на въстанието: Павел Бобеков – председател, и членове Найден Дринов, Симеон Хаджикирилов, Филип Щърбанов, Петър Щърбанов, Искрьо Мачев, Захари Койчев, Тодор Влайков, Марин Шишков Юруков, Кръстьо Гешанов, Иван Джуджев и Петко Мачев.
Създаването на този орган в самото начало на въстанието говори за стремежа на революционерите към възстановяване на българската държава и държавническа традиция като цяло.